# New Abra
New Abra – polskie wydawnictwo muzyczne.
Wydawnictwo Fonograficzne New Abra zostało założone przez Krzysztofa Świątkowskiego w Lublinie w 1992 roku. Nakładem wydawnictwa zostało wydanych między innymi pięć płyt Budki Suflera, z czego albumy Nic nie boli, tak jak życie oraz Bal wszystkich świętych osiągnęły status multiplatynowych. New Abra wydawała także solowe albumy członków Budki Suflera: Krzysztofa Cugowskiego, Mieczysława Jureckiego czy Marka Raduli. Ponadto wytwórnia wydała albumy takich wykonawców, jak Marek Torzewski, Jan Kanty Pawluśkiewicz, Dariusz Kordek czy Marcin Różycki. Ponadto wydano DVD z występami między innymi Grupy MoCarta oraz Kabaretu Ani Mru-Mru
Świątkowski do dziś jest właścicielem firmy.